# Serpentes
I serpenti, detti anche serpi od ofidi, sono indicati comunemente come i rettili squamati appartenenti al sottordine Serpentes (o Ophidia; Linnaeus, 1758). La filogenesi dei serpenti è collegata strettamente a quella delle lucertole, nome comune dei rettili appartenenti al sottordine Sauria, con cui costituiscono l'ordine Squamata. Nelle zone temperate quando arriva l'inverno i serpenti, inadatti a vivere in un clima freddo, si abbandonano a una sorta di coma letargico fino alla fine della stagione fredda.
Secondo un'analisi statistica di ScienceAlert del 28 febbraio 2018, dal titolo "Deadliest creatures worldwide by annual number of human deaths as of 2018", i serpenti sono tra gli animali che ogni anno provocano maggiori morti umane. Precisamente i serpenti si trovano al terzo posto, dopo le zanzare e gli stessi esseri umani, e a seguire i cani al quarto posto.

## Origini ed evoluzione
I ritrovamenti fossili dei serpenti sono relativamente scarsi, a causa dei loro scheletri fragili che difficilmente si fossilizzano. I più antichi resti fossili attribuibili a serpenti datano a circa 167 milioni di anni fa (Eophis underwoodi) e sono stati ritrovati in Inghilterra. Si suppone che questi antichi serpenti siano derivati da animali del gruppo delle lucertole, probabilmente da forme scavatrici e acquatiche. Si conosce una forma del Cretaceo superiore, Najash rionegrina, che era dotata di due zampe posteriori e di osso sacro; presumibilmente era un animale compiutamente terrestre e scavava tane nel terreno. Una forma attuale, forse analoga a questi antenati scavatori, è il lantanoto del Borneo (Lanthanotus borneensis), una "lucertola" varanoide dalle abitudini semiacquatiche e priva di orecchie esterne.
Probabilmente i serpenti scavatori svilupparono corpi allungati e persero le zampe per adattarsi a un habitat sotterraneo. Inoltre per questo motivo svilupparono anche palpebre fuse e trasparenti.
Altri serpenti fossili risalenti al Cretaceo (Haasiophis, Pachyrhachis, Eupodophis), rinvenuti in strati leggermente più antichi di quelli di Najash, erano dotati di zampe posteriori, ma erano chiaramente forme marine e le zampe non erano del tutto articolate con la pelvi. In ogni caso nel Cretaceo superiore erano già presenti serpenti simili a quelli attuali (Dinilysia) accanto a forme gigantesche dall'incerta collocazione (Madtsoiidae).
Attualmente vi sono numerosi gruppi di serpenti primitivi, come i pitoni e i boa, che possiedono ancora zampe vestigiali, usate esclusivamente nell'accoppiamento per trattenere la femmina. Altri serpenti dotati di questi "speroni" sono i Typhlopidae e i Leptotyphlopidae, noti comunemente come serpenti verme.
Un'altra ipotesi sull'origine dei serpenti suggerisce che questi fossero stretti parenti dei mosasauri, grandi lucertole marine del Cretaceo anch'esse derivati dai varanoidi. Nel caso di questi animali, le palpebre trasparenti e fuse si sarebbero sviluppate per fronteggiare condizioni marine potenzialmente dannose, mentre il sistema uditivo sarebbe scomparso a causa di un mancato utilizzo; secondo questa ipotesi i serpenti in origine erano animali marini che successivamente colonizzarono le terre emerse. I fossili di Pachyrhachis e delle forme simili testimonierebbero la correttezza di questa ipotesi.
La grande diversificazione dei serpenti moderni cominciò nel Paleocene, dopo la scomparsa dei dinosauri e insieme alla radiazione adattativa dei mammiferi. Di questo periodo sono note forme acquatiche (Palaeophis, Pterosphenus) e gigantesche (Titanoboa, Gigantophis) sviluppatesi grazie a un clima particolarmente caldo e umido. Uno dei gruppi più comuni al giorno d'oggi, i colubridi, divenne particolarmente diversificato grazie alla dieta a base di roditori che a loro volta erano un gruppo di mammiferi dallo straordinario successo.

## Alimentazione
I serpenti sono animali carnivori, si nutrono quindi di piccoli animali, compresi altri rettili e serpenti, uccelli, uova o insetti. Alcune specie sono dotate di un morso velenoso con il quale uccidono oppure paralizzano la preda prima di nutrirsene; altre invece uccidono le prede per costrizione. I serpenti ingoiano la preda senza masticarla poiché dispongono di un'articolazione estremamente flessibile.
La parte posteriore del palato non è fissata al cranio, bensì è tenuta da legamenti e può essere spostata all'indietro, l'osso quadrato si presenta sviluppato in lunghezza e può essere portato in posizione verticale aumentando così le dimensioni della cavità boccale, inoltre presentano un dilatamento laterale delle ossa mascellari. Questa articolazione viene definita come articolazione rettiliana e permette ai serpenti di aprire la bocca e ingoiare interamente la preda, anche se questa è di grandi dimensioni. All'interno dello stomaco hanno degli acidi che servono a sciogliere la preda.

## Pelle

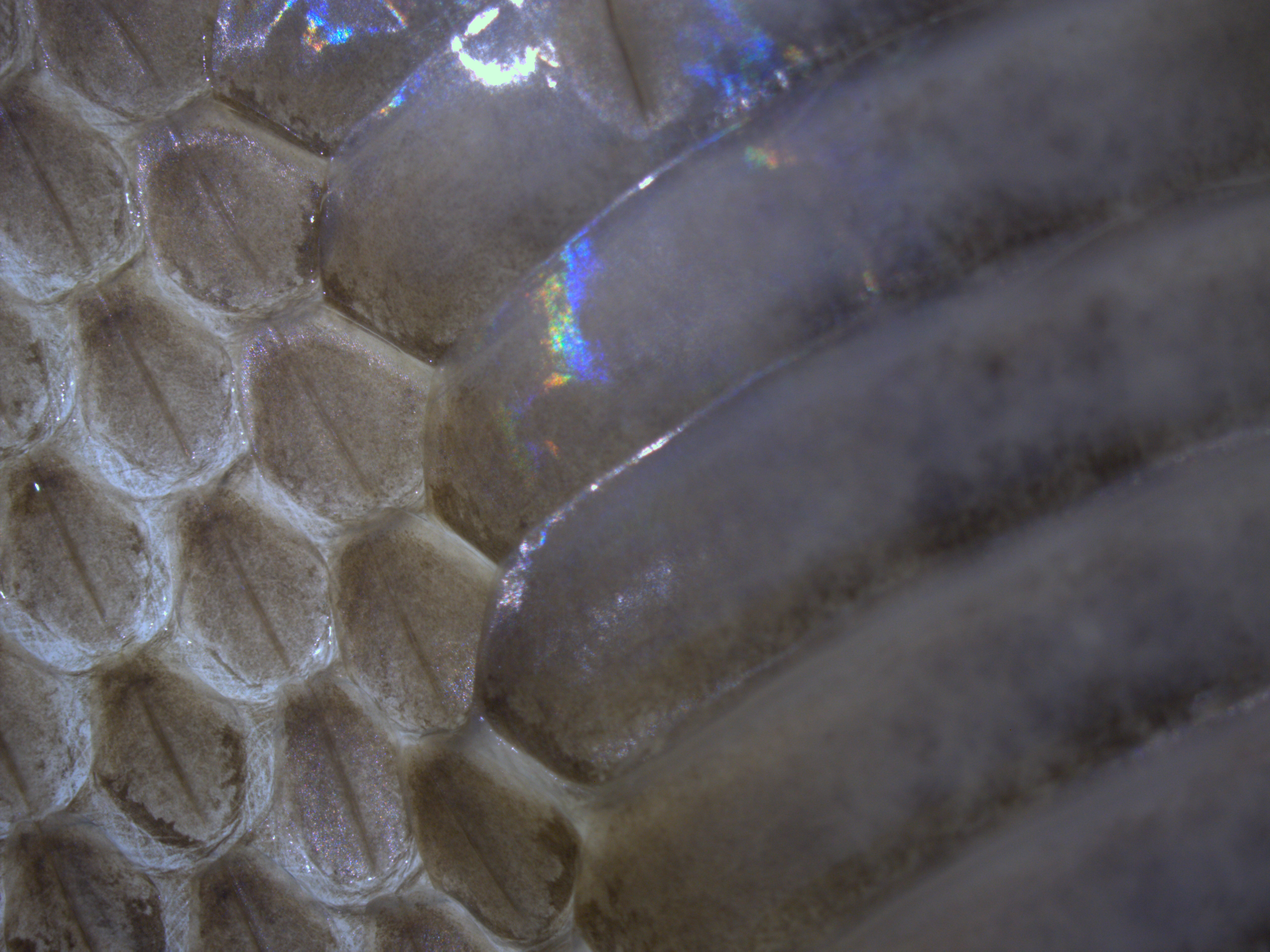
Squame laterali e ventrali di un colubride.

La pelle è coperta di squame. La maggior parte dei serpenti utilizza le squame della pancia per muoversi. Le loro palpebre sono squame trasparenti che rimangono perennemente chiuse. I serpenti mutano periodicamente la loro pelle. Diversamente da altri rettili, questa mutazione è fatta in un solo passo, come uscire da un calzino. Lo scopo della muta è la crescita delle dimensioni del serpente, quindi la muta è indispensabile per migliorare il movimento.

## Tassonomia
Il sottordine Serpentes, denominato anche Ophidia, comprende tradizionalmente due infraordini, Alethinophidia e Scolecophidia, che raggruppano le seguenti famiglie e sottofamiglie:
- Infraordine Alethinophidia Nopcsa, 1923
  - Superfamiglia Henophidia
    - Famiglia Aniliidae Stejneger, 1907
    - Famiglia Anomochilidae Cundall, Wallach & Rossman, 1993
    - Famiglia Boidae Gray, 1825
      - Sottofamiglia Boinae Gray, 1825
      - Sottofamiglia Calabariinae Gray, 1858
      - Sottofamiglia Candoiinae
      - Sottofamiglia Charininae
      - Sottofamiglia Erycinae Bonaparte, 1831
      - Sottofamiglia Sanziniinae Romer, 1956
      - Sottofamiglia Ungaliophiinae McDowell, 1987

    - Famiglia Bolyeridae Hoffstetter, 1946
    - Famiglia Cylindrophiidae Fitzinger, 1843
    - Famiglia Loxocemidae Cope, 1861
    - Famiglia Pythonidae Fitzinger, 1826
    - Famiglia Tropidophiidae Brongersma, 1951
    - Famiglia Uropeltidae Müller, 1832
    - Famiglia Xenopeltidae Gray, 1849
    - Famiglia Xenophidiidae Wallach & Günther, 1998

  - Superfamiglia Caenophidia (o Xenophidia)
    - Famiglia Acrochordidae Bonaparte, 1831
    - Famiglia Colubridae Oppel, 1811
      - Sottofamiglia Calamariinae
      - Sottofamiglia Colubrinae
      - Sottofamiglia Grayiinae
      - Sottofamiglia Sibynophiinae

    - Famiglia Dipsadidae Bonaparte, 1838
    - Famiglia Lamprophiidae Fitzinger, 1843
      - Sottofamiglia Aparallactinae
      - Sottofamiglia Atractaspidinae
      - Sottofamiglia Lamprophiinae
      - Sottofamiglia Psammophiinae
      - Sottofamiglia Prosymninae
      - Sottofamiglia Pseudaspidinae
      - Sottofamiglia Pseudoxyrhophiinae

    - Famiglia Natricidae Bonaparte, 1838
    - Famiglia Pseudoxenodontidae McDowell, 1987
    - Famiglia Elapidae Boie, 1827
      - Sottofamiglia Elapinae
      - Sottofamiglia Hydrophiinae

    - Famiglia Homalopsidae Bonaparte, 1845
    - Famiglia Pareatidae Romer, 1956
    - Famiglia Viperidae Oppel, 1811
      - Sottofamiglia Azemiopinae Liem, Marx & Rabb, 1971
      - Sottofamiglia Crotalinae Oppel, 1811
      - Sottofamiglia Viperinae Oppel, 1811

    - Famiglia Xenodermatidae Gray, 1849
- Infraordine Scolecophidia Cope, 1864
  - Superfamiglia Typhlopoidea Gray, 1845
    - Famiglia Anomalepididae Taylor, 1939
    - Famiglia Gerrhopilidae Vidal et al., 2010
    - Famiglia Typhlopidae Merrem, 1820
    - Famiglia Leptotyphlopidae Stejneger, 1892
    - Famiglia Xenotyphlopidae Vidal et al., 2010

Alcuni autori hanno proposto, sulla base di risultanze di analisi molecolari, di elevare Leptotyphlopidae e Anomalolepidae al rango di superfamiglie a sé stanti (rispettivamente Leptotyphlopoidea e Anomalepidoidea), ma tale impostazione non è universalmente accettata.

## I serpenti e l'uomo
I serpenti non si nutrono quasi mai dell'uomo, ma si sono comunque registrati rari casi di bambini e adulti mangiati dai grandi costrittori. Anche le specie più aggressive preferiscono di norma evitare il contatto.
Per l'uomo quindi il pericolo maggiore che deriva dai serpenti non è quello di essere mangiati, ma di essere morsi, perché alcune specie sono velenose: la diversa composizione del veleno può comportare vari sintomi per ogni morso. Il 15% circa dei serpenti possiede un veleno pericoloso per l'uomo.
Non si conosce con precisione il numero di morsi e di morti che i serpenti causano agli esseri umani, perché molte persone, soprattutto in Africa e in Asia meridionale, non si rivolgono alle strutture ospedaliere, tuttavia si stima che ogni anno ci siano da 425 000 a 1 800 000 avvelenamenti da ofidi che causano tra i 20 000 e i 94 000 morti.

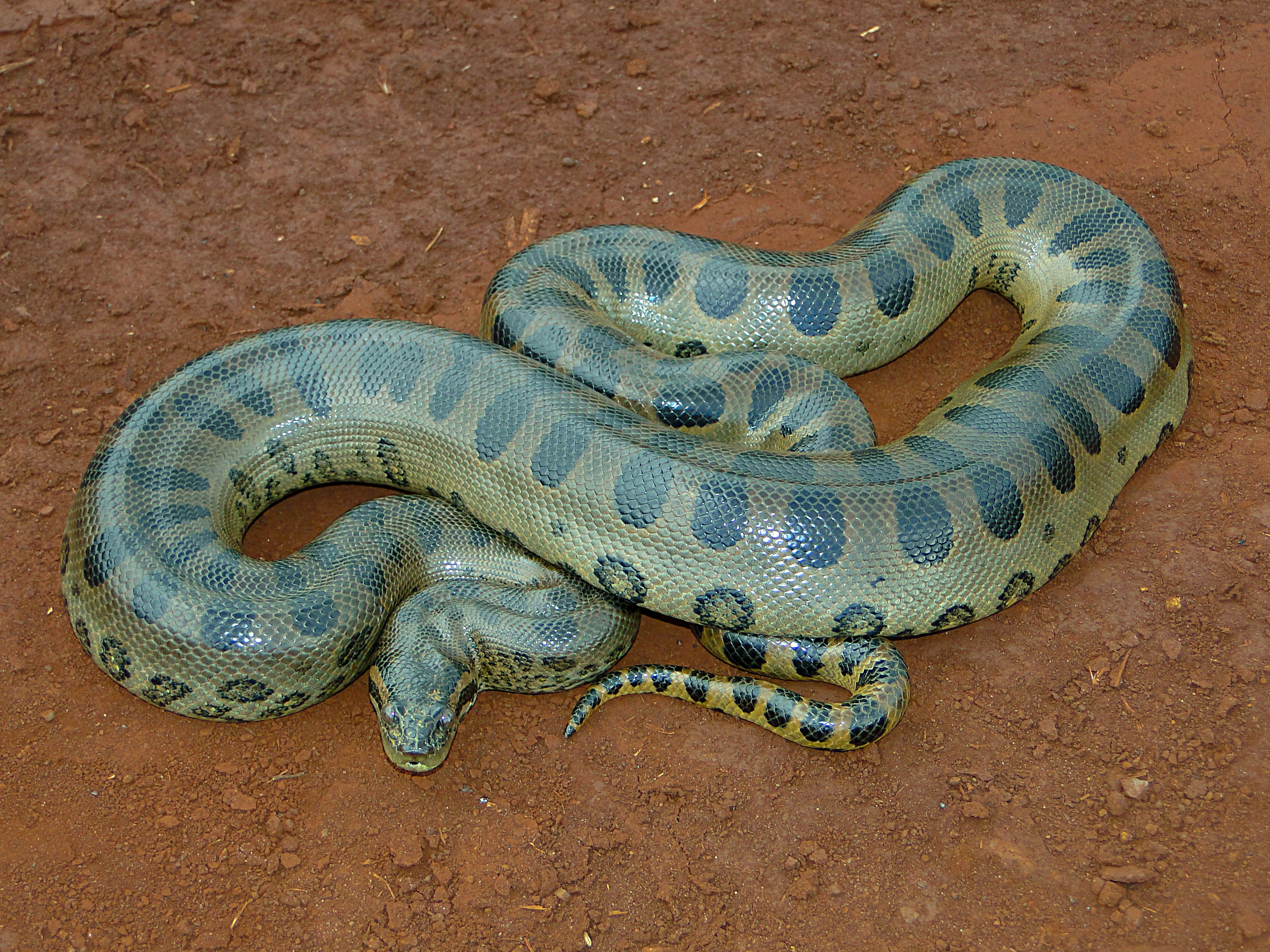
Anaconda verde

La terapia si basa principalmente sul rallentamento dell'assorbimento del veleno e sulla somministrazione di un siero antiofidico, che dev'essere fatta in ambiente ospedaliero per non rischiare gli effetti di un possibile shock anafilattico.
Il dualismo di fascino e timore che questi animali suscitano in noi ha contribuito al diffondersi dei serpenti come animali da compagnia. Per la stabulazione di gran parte di queste specie occorre un terrario con le pareti di vetro o legno, sebbene poche necessitino di un acquario o di un'acqua-terrario. Tra i più diffusi figurano i colubridi, i pitoni ed i boidi.
Molti serpenti, non soltanto le specie velenose, vengono utilizzati anche nella ricerca medica.

### Il serpente come simbolo

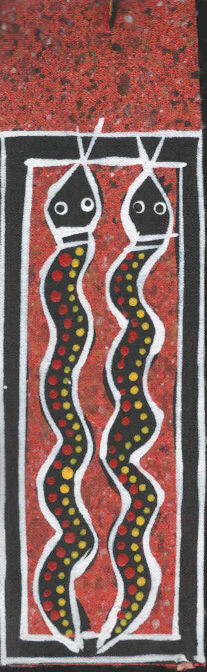
Elizabeth Djandilinja, Elcho Island

- Il serpente ha avuto molta fortuna come simbolo, sia con significati positivi quali completezza, come nell'immagine a cerchio del serpente che si morde la coda (uroboro), oppure espressione di conoscenze segrete, sia con significati negativi come accade nella Bibbia in cui Satana si presenta sotto forma di serpente, o nella mitologia norrena che vede il serpente Miðgarðsormr, figlio di Loki, protagonista del Ragnarǫk insieme a Fenrir. Nella Bibbia il serpente assume anche simboli positivi come il Nehustan di Mosè simbolo di resurrezione il cui serpente muta la pelle.
- Per gli Yaqui messicani il serpente rappresenta lo sciamano.
- In araldica il "biscione" è stato il simbolo del Ducato di Milano, sia sotto gli Sforza, sia con i Visconti ed oggi è ancora riscontrabile in stemmi di alcuni comuni lombardi e non, legati storicamente alla signoria ambrosiana, come per esempio Bellinzona, la capitale del Canton Ticino (Svizzera); in epoca contemporanea il "biscione" è divenuto anche il simbolo di alcune società milanesi (Inter, Alfa Romeo, Mediaset/Fininvest, ecc.).
- Il Serpente (蛇) è uno dei 12 animali dello zodiaco cinese.
- Il serpente ha anche una rilevanza simbolica nel contesto onirico. Freud riteneva che il serpente nei sogni avesse una connotazione legata alla sessualità in quanto figura fallica, ma anche una connessione con la creatività. Mentre Jung pensava che sognare serpenti avesse un collegamento con il conflitto tra coscienza e istinto.[8]
- Nell'ebraismo il serpente di bronzo è simbolo di guarigione e della salvezza dalla morte imminente.[9]